# Harry Cooke
Harold "Harry" Cooke (ur. 29 maja 1907, zm. w kwietniu 1986 w Hereford) – brytyjski szermierz, brązowy medalista mistrzostw świata.
Podczas mistrzostw świata w Rzymie w 1955 roku reprezentacja Wielkiej Brytanii w składzie: Harry Cooke, Bill Hoskyns, Allan Jay, René Paul i Osmund Reynolds zdobyła brązowy medal w turnieju drużynowym floretu. Był to jego jedyny medal wywalczony w zawodach tego cyklu.
Na igrzyskach olimpijskich w Londynie w 1948 roku zajął piąte miejsce we florecie drużynowym. Na rozgrywanych cztery lata później igrzyskach olimpijskich w Helsinkach w tej samej konkurencji Brytyjczycy odpadli w ćwierćfinałach.
Był indywidualnym mistrzem kraju we florecie w latach 1939 i 1951.
W 1958 roku zdobył złoty medal we florecie drużynowym na igrzyskach Imperium Brytyjskiego i Wspólnoty Brytyjskiej w Cardiff.